# CAF Confederation Cup 2007
Der CAF Confederation Cup 2007 war die 4. Spielzeit des zweitwichtigsten afrikanischen Wettbewerbs für Vereinsmannschaften im Fußball unter dieser Bezeichnung. Die Saison begann mit der Vorrunde am 26. Januar 2007 und endete mit den Finalspielen im November 2007. Titelverteidiger war der tunesische Verein Étoile Sportive du Sahel.
Sieger wurde CS Sfax aus Tunesien, die sich im Finale nach einem Gesamtergebnis von 5:2 gegen al-Merreikh Omdurman durchsetzen konnten. Sie qualifizierten sich somit für den CAF Super Cup gegen den Sieger der Champions League 2007.

## Vorrunde
Die Hinspiele wurden vom 26. bis zum 28. Januar, die Rückspiele vom 9. bis zum 11. Februar 2007 ausgetragen.
|                                                | Gesamt    |                            | Hinspiel | Rückspiel |
| ---------------------------------------------- | --------- | -------------------------- | -------- | --------- |
| Prince Louis FC                                | 0:3       | ATRACO FC                  | 0:0      | 0:3       |
| Notwane FC                                     | 1:2       | Defence Force SC           | 1:1      | 0:1       |
| AS Togo-Port                                   | 1:3       | EGS Gafsa                  | 1:1      | 0:2       |
| Ports Authority                                | 3:0       | AS Bamako                  | 2:0      | 1:0       |
| ASAC Concorde                                  | 1:3       | ASO Chlef                  | 0:1      | 1:2       |
| Al-Ahly Tripolis                               | (a)2:2(a) | AS CotonTchad              | 2:1      | 0:1       |
| En Avant Estuaire FC                           | 1:2       | OC Bukavu Dawa             | 1:0      | 0:2       |
| Sport Bissau e Benfica                         | 1 1:3 1   | Satellite FC               | 1:3      | —         |
| Curepipe Starlight                             | 1:4       | Ajesaia                    | 1:0      | 0:4       |
| Saint Michel United FC                         | (a)2:2(a) | FC Saint-Pauloise          | 2:1      | 0:1       |
| San Pedro Clavert FC                           | 1:7       | Sport Luanda e Benfica     | 1:5      | 0:2       |
| JS Talangaï                                    | 0:3       | Les Astres FC              | 0:2      | 0:1       |
| Sahel SC                                       | (a)3:3(a) | Étoile Filante Ouagadougou | 2:2      | 1:1       |
| Mundu SC                                       | 1:6       | Mwana Africa FC            | 0:3      | 1:3       |
| Hawks Banjul                                   | (a)1:1(a) | AS Denguélé                | 0:0      | 1:1       |
| National Port Authority Anchors                | 2:4       | US Gorée                   | 2:3      | 0:1       |
| Grupo Desportivo da Companhia Têxtil do Punguè | 5:3       | Simba SC                   | 1:1      | 4:2       |
| AS Dragons FC de l’Ouémé                       | 0:3       | Kwara United FC            | 0:1      | 0:2       |

Anmerkungen

## Erste Runde
Die Hinspiele wurden vom 2. bis zum 4. März, die Rückspiele vom 16. bis zum 18. März 2007 ausgetragen.
|                                                | Gesamt          |                          | Hinspiel | Rückspiel |
| ---------------------------------------------- | --------------- | ------------------------ | -------- | --------- |
| Defence Force SC                               | 1:2             | ATRACO FC                | 1:0      | 0:2       |
| Ports Authority                                | 4:6             | EGS Gafsa                | 3:2      | 1:4       |
| ASO Chlef                                      | 1:0             | ENPPI SC                 | 0:0      | 1:0       |
| AS CotonTchad                                  | 2:5             | al-Merreikh Omdurman     | 2:0      | 0:5       |
| OC Bukavu Dawa                                 | 0:7             | Issia Wazi FC            | 0:2      | 0:5       |
| Satellite FC                                   | 1:7             | CS Sfax                  | 1:3      | 0:4       |
| Ajesaia                                        | 3:8             | Ismaily SC               | 2:2      | 1:6       |
| FC Saint-Pauloise                              | 0:2             | Green Buffaloes          | 0:0      | 0:2       |
| Sport Luanda e Benfica                         | 4:1             | Daring Club Motema Pembe | 4:1      | 0:0       |
| Les Astres FC                                  | 1 w/o 1         | Tema Youth               | —        | —         |
| Étoile Filante Ouagadougou                     | 1:1 (4:3 i. E.) | US Ouakam                | 1:0      | 0:1       |
| Mwana Africa FC                                | 2:0             | GD Interclube            | 2:0      | 0:0       |
| Hawks Banjul                                   | 2:3             | Dolphins FC              | 0:0      | 2:3       |
| US Gorée                                       | 2:3             | Hassania d’Agadir        | 0:0      | 2:3       |
| Grupo Desportivo da Companhia Têxtil do Punguè | 0:6             | Union Douala             | 0:3      | 0:3       |
| Kwara United FC                                | 3:3 (4:3 i. E.) | MC Alger                 | 3:0      | 0:3       |

Anmerkungen

## Zweite Runde
Die Hinspiele wurden vom 6. bis zum 8. April, die Rückspiele vom 20. bis zum 22. April 2007 ausgetragen.
|                            | Gesamt          |                      | Hinspiel | Rückspiel |
| -------------------------- | --------------- | -------------------- | -------- | --------- |
| ATRACO FC                  | (a)3:3(a)       | EGS Gafsa            | 2:2      | 1:1       |
| ASO Chlef                  | 1:3             | al-Merreikh Omdurman | 1:0      | 0:3       |
| Issia Wazi FC              | 1:2             | CS Sfax              | 1:0      | 0:2       |
| Ismaily SC                 | 3:2             | Green Buffaloes      | 2:1      | 1:1       |
| Sport Luanda e Benfica     | 1 4:1 1         | Les Astres FC        | 3:0      | 1:1       |
| Étoile Filante Ouagadougou | 2:3             | Mwana Africa FC      | 2:0      | 0:3       |
| Dolphins FC                | 1:1 (5:3 i. E.) | Hassania d’Agadir    | 1:0      | 0:1       |
| Union Douala               | 3:4             | Kwara United FC      | 1:1      | 2:3       |

Anmerkungen

## Play-off-Runde
Bei der Auslosung wurde je ein Sieger der zweiten Runde gegen einen Unterlegenen der Achtelfinale der Champions League gelost, wobei die Vereine des CAF Confederation Cups im Rückspiel Heimrecht hatten. Die Hinspiele wurden vom 4. bis zum 6. Mai, die Rückspiele vom 18. bis zum 20. Mai 2007 ausgetragen.
|                       | Gesamt |                      | Hinspiel | Rückspiel |
| --------------------- | ------ | -------------------- | -------- | --------- |
| Étoile du Congo       | 2:3    | Les Astres FC        | 2:1      | 0:2       |
| Wydad Casablanca      | 0:3    | Ismaily SC           | 0:1      | 0:2       |
| Tout Puissant Mazembe | 4:1    | Mwana Africa FC      | 1:0      | 3:1       |
| Young Africans SC     | 0:2    | al-Merreikh Omdurman | 0:0      | 0:2       |
| Nasarawa United FC    | 1:2    | Kwara United FC      | 1:1      | 0:1       |
| Mamelodi Sundowns     | 3:2    | EGS Gafsa            | 2:1      | 1:1       |
| Cotonsport Garoua     | 2:5    | CS Sfax              | 2:1      | 0:4       |
| Maranatha Fiokpo      | 1:4    | Dolphins FC          | 1:2      | 0:2       |

## Gruppenphase
Die acht Sieger der Play-off-Runde wurden zu zwei Gruppen mit jeweils vier Mannschaften gelost. Die Gruppensieger qualifizierten sich für das Finale, die Zweit-, Dritt- und Viertplatzierten schieden aus dem Wettbewerb aus. Bei Punktgleichheit zweier oder mehrerer Mannschaften wurde die Platzierung durch folgende Kriterien ermittelt:
1. Anzahl Punkte im direkten Vergleich
2. Tordifferenz im direkten Vergleich
3. Anzahl Tore im direkten Vergleich
4. Anzahl Auswärtstore im direkten Vergleich
5. Wenn nach der Anwendung der Kriterien 1 bis 4 immer noch mehrere Mannschaften denselben Tabellenplatz belegen, werden die Kriterien 1 bis 4 erneut angewendet, jedoch ausschließlich auf die Direktbegegnungen der betreffenden Mannschaften. Sollte auch dies zu keiner definitiven Platzierung führen, werden die Kriterien 6 bis 9 angewendet.
6. Tordifferenz aus allen Gruppenspielen
7. Anzahl Tore in allen Gruppenspielen
8. Anzahl Auswärtstore in allen Gruppenspielen
9. Losziehung

### Gruppe A
| Pl. | Verein                | Sp. | S | U | N | Tore    | Diff. | Punkte |
| --- | --------------------- | --- | - | - | - | ------- | ----- | ------ |
| 1.  | CS Sfax               | 6   | 4 | 1 | 1 | 013:400 | +9    | 13     |
| 2.  | Tout Puissant Mazembe | 6   | 4 | 0 | 2 | 011:900 | +2    | 12     |
| 3.  | Mamelodi Sundowns     | 6   | 2 | 0 | 4 | 007:130 | −6    | 06     |
| 4.  | Les Astres FC         | 6   | 1 | 1 | 4 | 005:100 | −5    | 04     |

| 21. Juli 2007          |     |                       |                           |
| Mamelodi Sundowns      | 3:2 | Tout Puissant Mazembe | Loftus-Versfeld-Stadion   |
| Les Astres FC          | 1:1 | CS Sfax               | Stade de la Réunification |
| 4./5. August 2007      |     |                       |                           |
| Tout Puissant Mazembe  | 2:1 | Les Astres FC         | Kinshasa Stadium          |
| CS Sfax                | 4:0 | Mamelodi Sundowns     | Stade Taïeb Mhiri         |
| 18./19. August 2007    |     |                       |                           |
| Mamelodi Sundowns      | 2:1 | Les Astres FC         | Loftus-Versfeld-Stadion   |
| Tout Puissant Mazembe  | 2:1 | CS Sfax               | Kinshasa Stadium          |
| 1. September 2007      |     |                       |                           |
| Les Astres FC          | 1:0 | Mamelodi Sundowns     | Stade de la Réunification |
| CS Sfax                | 2:0 | Tout Puissant Mazembe | Stade Taïeb Mhiri         |
| 22./23. September 2007 |     |                       |                           |
| CS Sfax                | 3:0 | Les Astres FC         |                           |
| Tout Puissant Mazembe  | 3:1 | Mamelodi Sundowns     |                           |
| 6. Oktober 2007        |     |                       |                           |
| Mamelodi Sundowns      | 1:2 | CS Sfax               |                           |
| Les Astres FC          | 1:2 | Tout Puissant Mazembe |                           |

### Gruppe B
| Pl. | Verein               | Sp. | S | U | N | Tore    | Diff. | Punkte |
| --- | -------------------- | --- | - | - | - | ------- | ----- | ------ |
| 1.  | al-Merreikh Omdurman | 6   | 3 | 1 | 2 | 013:800 | +5    | 10     |
| 2.  | Dolphins FC          | 6   | 3 | 1 | 2 | 008:700 | +1    | 10     |
| 3.  | Ismaily SC           | 6   | 2 | 2 | 2 | 004:500 | −1    | 08     |
| 4.  | Kwara United FC      | 6   | 1 | 2 | 3 | 004:900 | −5    | 05     |

| 22. Juli 2007          |     |                      |                      |
| Dolphins FC            | 2:0 | Kwara United FC      | U. J. Esuene Stadium |
| Ismaily SC             | 1:1 | al-Merreikh Omdurman | Ismailia Stadium     |
| 4. August 2007         |     |                      |                      |
| Kwara United FC        | 1:1 | Ismaily SC           | Kwara State Stadium  |
| al-Merreikh Omdurman   | 6:1 | Dolphins FC          | al-Merrikh Stadion   |
| 18. August 2007        |     |                      |                      |
| Dolphins FC            | 2:0 | Ismaily SC           | Liberation-Stadion   |
| Kwara United FC        | 2:1 | al-Merreikh Omdurman | Kwara State Stadium  |
| 1./2. September 2007   |     |                      |                      |
| Ismaily SC             | 1:0 | Dolphins FC          | Ismailia Stadium     |
| al-Merreikh Omdurman   | 4:1 | Kwara United FC      | al-Merrikh Stadion   |
| 22./23. September 2007 |     |                      |                      |
| Kwara United FC        | 0:0 | Dolphins FC          | Kwara State Stadium  |
| al-Merreikh Omdurman   | 1:0 | Ismaily SC           | al-Merrikh Stadion   |
| 7. Oktober 2007        |     |                      |                      |
| Dolphins FC            | 3:0 | al-Merreikh Omdurman | U. J. Esuene Stadium |
| Ismaily SC             | 1:0 | Kwara United FC      |                      |

## Finale

### Hinspiel
| al-Merreikh Omdurman                              | al-Merreikh Omdurman                                                              | CS Sfax                                                                           | CS Sfax |
| ------------------------------------------------- | --------------------------------------------------------------------------------- | --------------------------------------------------------------------------------- | ------- |
| al-Merreikh Omdurman                              | \| 3. November 2007 in Omdurman (al-Merrikh Stadion) \| \| Ergebnis: 2:4 (0:3) \| | \| 3. November 2007 in Omdurman (al-Merrikh Stadion) \| \| Ergebnis: 2:4 (0:3) \| | CS Sfax |
| al-Merreikh Omdurman                              | Cheftrainer: Otto Pfister ( Deutschland)                                          | Cheftrainer: Michel Decastel ( Schweiz)                                           | CS Sfax |
| al-Merreikh Omdurman                              | 1:3 Paulinho (52.) 2:4 Agab (77., Elfmeter)                                       | 0:1 Mbele (2.) 0:2 Kouassi (4.) 0:3 Mbele (18.) 1:4 Kouassi (60.)                 | CS Sfax |
| 3. November 2007 in Omdurman (al-Merrikh Stadion) |                                                                                   |                                                                                   |         |
| Ergebnis: 2:4 (0:3)                               |                                                                                   |                                                                                   |         |

### Rückspiel
| CS Sfax                                       | CS Sfax                                                                       | al-Merreikh Omdurman                                                          | al-Merreikh Omdurman |
| --------------------------------------------- | ----------------------------------------------------------------------------- | ----------------------------------------------------------------------------- | -------------------- |
| CS Sfax                                       | \| 24. November 2007 in Sfax (Stade Taïeb Mhiri) \| \| Ergebnis: 1:0 (0:0) \| | \| 24. November 2007 in Sfax (Stade Taïeb Mhiri) \| \| Ergebnis: 1:0 (0:0) \| | al-Merreikh Omdurman |
| CS Sfax                                       | Cheftrainer: Michel Decastel ( Schweiz)                                       | Cheftrainer: Otto Pfister ( Deutschland)                                      | al-Merreikh Omdurman |
| CS Sfax                                       | 1:0 Massaoud (87.)                                                            |                                                                               | al-Merreikh Omdurman |
| 24. November 2007 in Sfax (Stade Taïeb Mhiri) |                                                                               |                                                                               |                      |
| Ergebnis: 1:0 (0:0)                           |                                                                               |                                                                               |                      |